# Ténascine

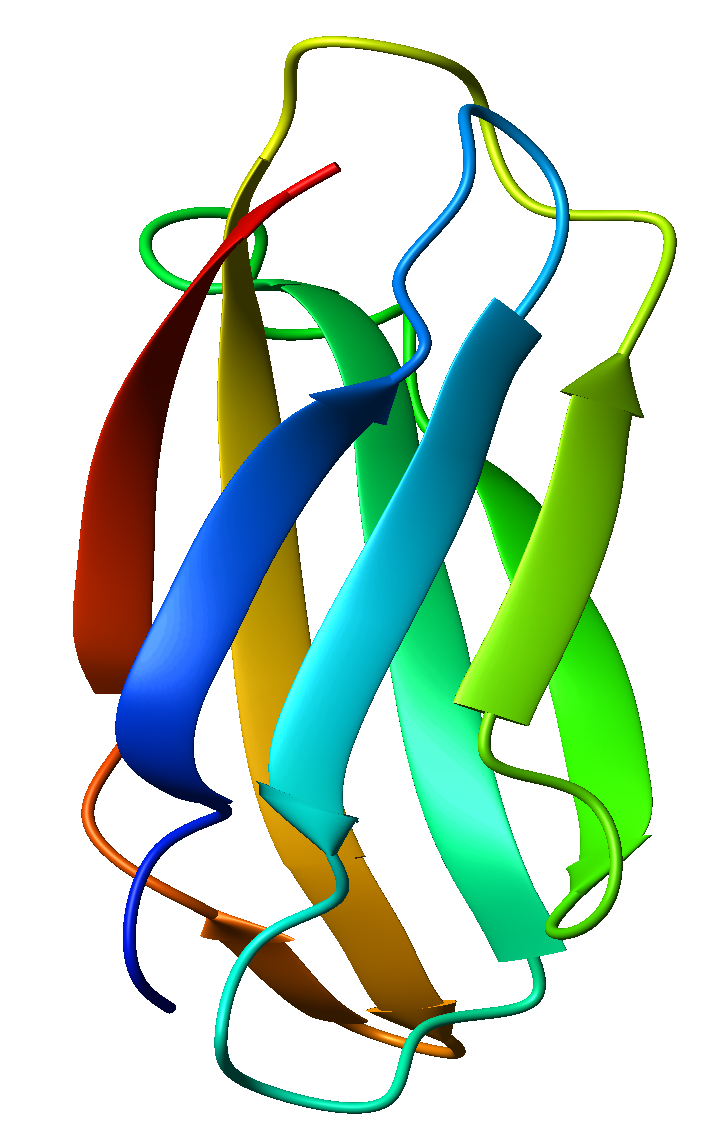
Domaine de la fibronectine de type III de la ténascine humaine

Les ténascines sont une famille de protéines, faisant partie des composants de la matrice extracellulaire. Ce sont des glycoprotéines adhérentes, et on en dénombre 5. Elles sont sous forme de trimère, sauf la Ténascine C qui est sous forme d’hexamère. Les chaînes sont reliées entre elles à leur extrémité N-terminale par des ponts disulfures. Les ténascines possèdent des sites de liaison à des composants variés dont d’autres molécules de ténascine, des protéoglycanes extra-cellulaires, ou la fibronectine. Elles ne sont normalement pas exprimées chez l’adulte.

## Membres
- Ténascine C
- Ténascine R
- Ténascine X
- Ténascine W